# Красная лептура
Лептура красная, или Стиктолептура рыжая (лат. Stictoleptura rubra) — евро-средиземноморско-сибирский жук из подсемейства усачиков семейства усачей.

## Описание
Длина тела самцов 10—18 мм, самок 12—19 мм.
Виду свойствен половой диморфизм: самка более массивная, имеет более яркий рыжий окрас надкрылий и переднеспинки, а самец более вытянутый, тускло-рыжий и с чёрной переднеспинкой.
Голова в прилегающих мелких волосках, короткие виски покрыты длинными густыми волосками. Усики у самок заходят за середину надкрылий, у самцов — за третью четверть; с 5-го членика пиловидные.
Переднеспинка у самок едва поперечная, у самцов — в длину не больше, чем в ширину на основании; кпереди чуть суженная, около вершины с узким перехватом, на основании с глубокой поперечной бороздкой, на диске слабовыпуклая, покрыта прилегающими мелкими светлыми волосками, у самок около задних углов с косой вмятиной.
Надкрылья выпуклые, широкие, у самок кзади слабо суженные, у самцов узкие, вытянутые, кзади более суженные; на вершине косо вырезанные, с острым оттянутым наружным углом, покрыты прилегающими светлыми волосками.
У самок все голени и лапки охристые, бедра чёрные и отчасти красноватые; у самцов бёдра чаще черные, голени и лапки жёлтые.

## Распространение
Вид распространён в Европе, России и Северной Африке.

## Экология и местообитания
Хвойные и смешанные леса.

## Биология
Личинка — ксилофаг или сапро-ксило-мицетофаг. Кормовые растения личинок — хвойные деревья родов ель (Picea), сосна (Pinus), пихта (Abies) и лиственница (Larix). Самки весьма плодовиты, откладывают на кору усохших хвойных деревьев до 450 яиц. Личинки развиваются на больных и сухих деревьях, могут заселять пни и валежник. Личинки сначала живут под корой, а затем внедряются в древесину на глубину 3—5 см. В конце хода они делают продольно стволу куколочную колыбельку, в которой окукливаются.
Имаго питаются на цветках различных растений, чаще зонтичных. Время лёта с мая по сентябрь, наибольшее количество взрослых жуков можно встреть с июля по август.
Жизненный цикл вида длится от двух до трёх лет.

## Систематика
Выделяют четыре вариетета:
- Stictoleptura rubra var. dufouri (LeConte)
- Stictoleptura rubra var. notaticeps (Podaný)
- Stictoleptura rubra var. numidica (Peyerhimoff)
- Stictoleptura rubra var. occipitalis (Mulsant)

## Галерея

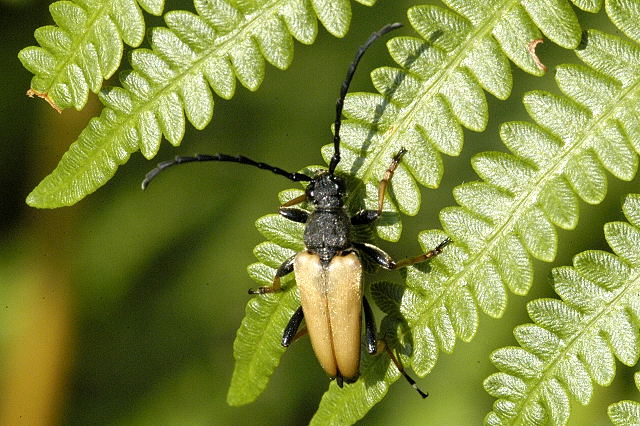
Самец
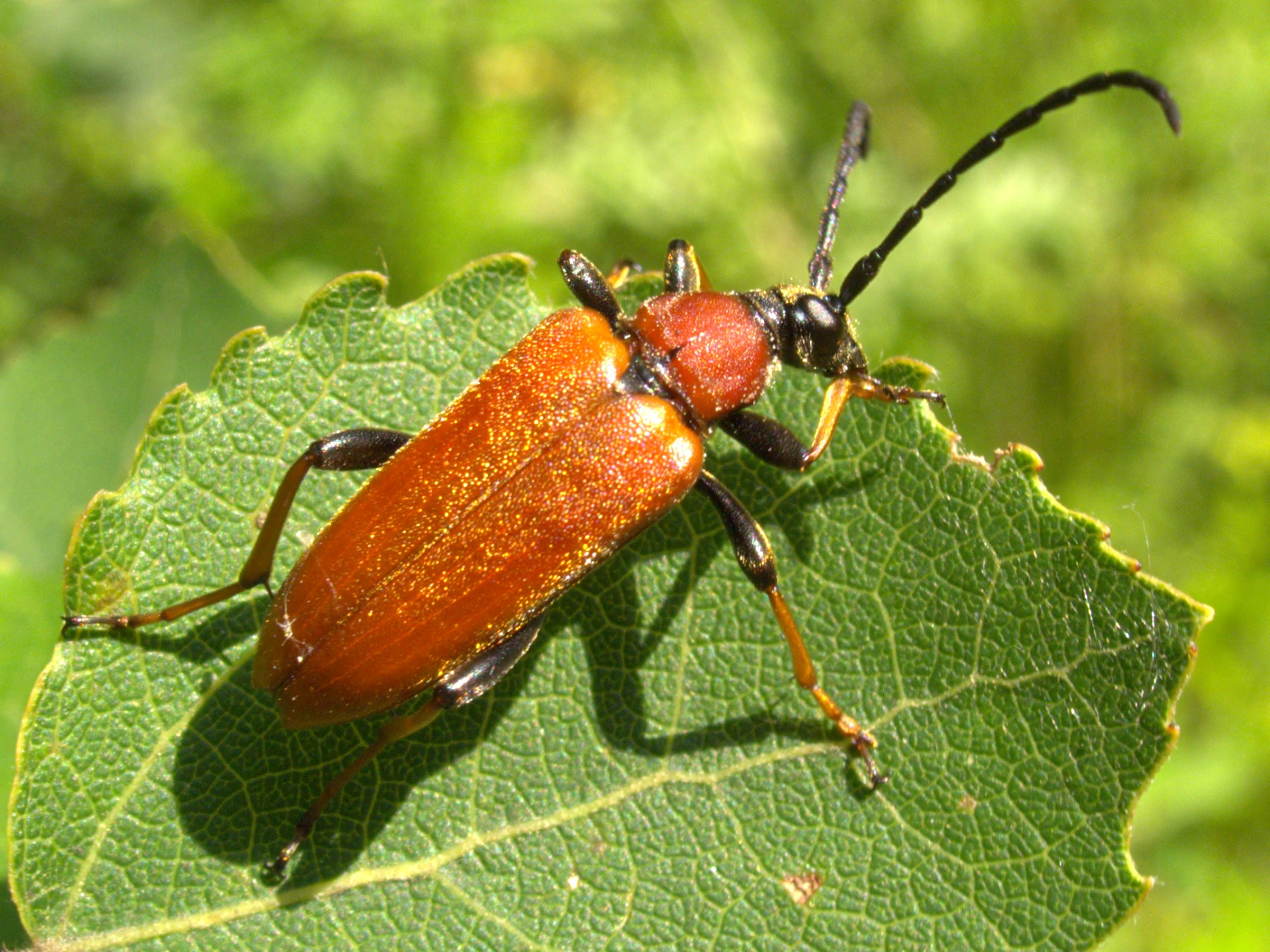
Самка
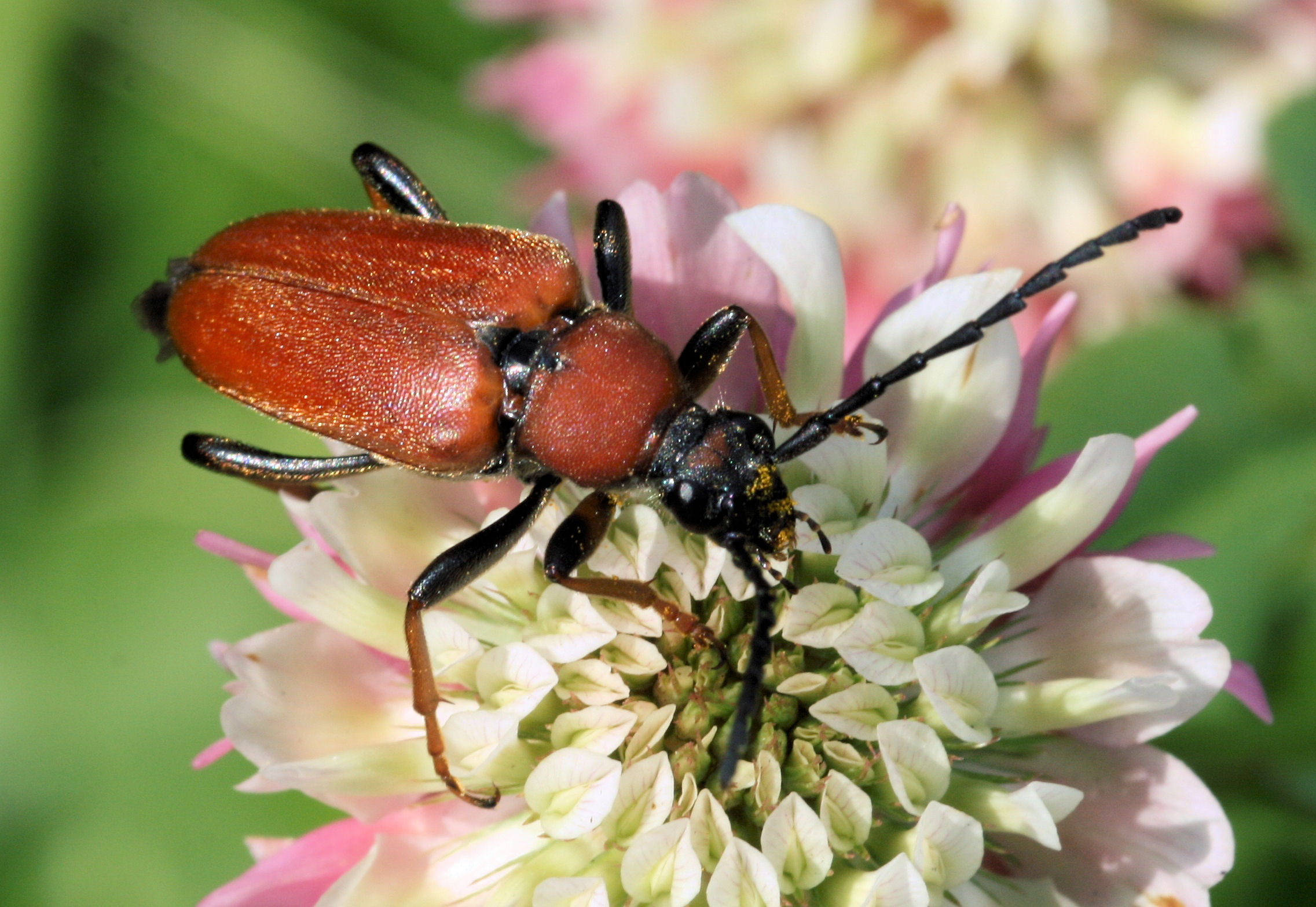
Самка
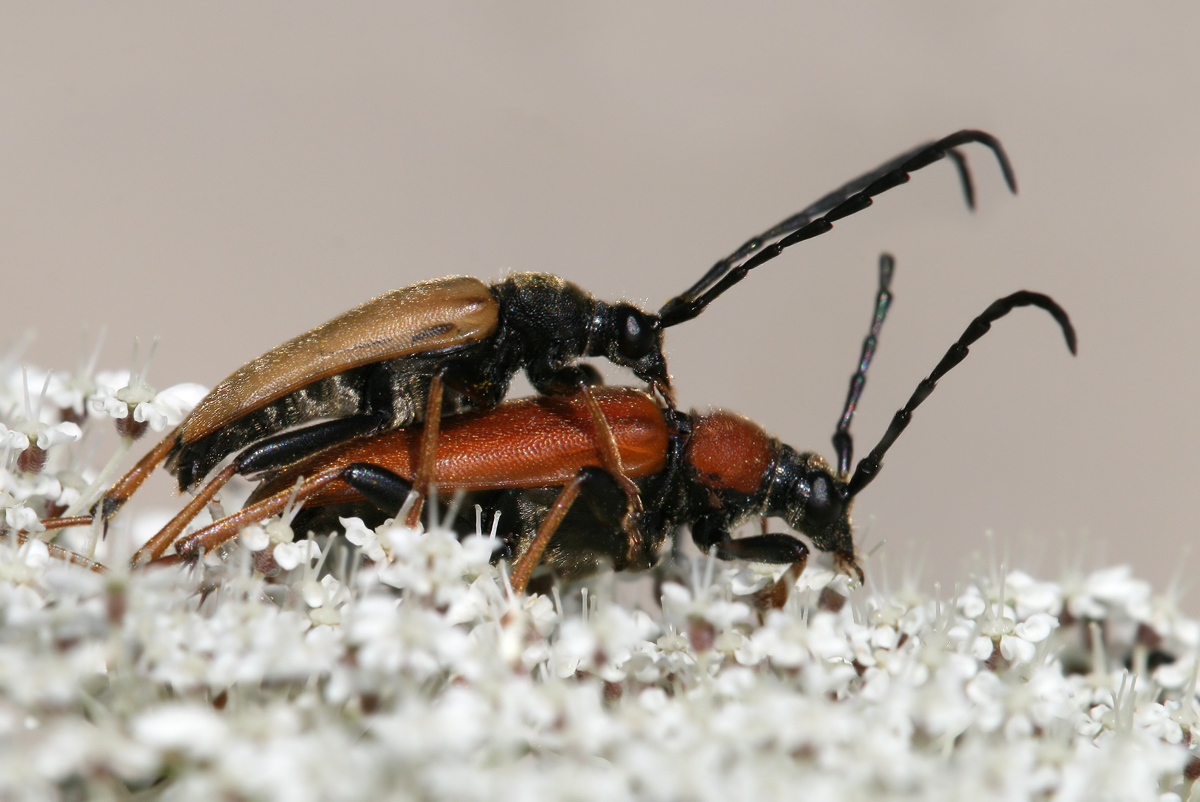
Копуляция